# 金特·哈泽
金特·哈泽（德語：Günther Haase，1925年6月11日—），德国男子跳水运动员。他曾代表德国参加1952年夏季奥林匹克运动会跳水比赛，获得男子10米跳台铜牌。他也曾在1950年欧洲锦标赛上获得一枚金牌。